# Volucella zonaria
Volucella zonaria је инсект из реда двокрилаца који припада породици осоликих мува. 

## Распрострањење
Насељава већи део Европе, изузев крајњег севера, Турску, Русију и све до Пацифика. У Србији је честа врста и насељава већи део земље. Најчешће живи на шумским чистинама, али и у парковима и урбаним срединама.

## Опис
Volucella zonaria у Србији носи назив "стршенолика мува", што је потпуно описује, јер имитира стршљена (Vespa crabro). Величине је од 18-22 мм и спада у крупније осолике муве. Одрасле јединке су активне од пролећа до јесени, а за исхрану користе велики број различитих биљака. Сапрофагне ларве V. zonaria развијају се у гнездима социјалних оса изнад и испод земље. Живе на дну гнезда и хране се отпадом и мртвим ларвама домаћина. За пупацију, ларве напуштају осиње гнездо.

## Синоними
- Conops bifasciatus Scopoli, 1763
- Conops zonarius Poda, 1761
- Musca valentina Müller, 1766
- Syrphus bifasciatus Panzer, 1792
- Volucella beckeri Goot, 1961
- Volucella fasciata Herrich-Schäffer, 1829
- Volucella fasciata Verrall, 1901
- Volucella radicum Schrank, 1803
- Volucella zonata